# Громадянська війна в Бурунді
Громадянська війна в Бурунді (21 жовтня 1993 — серпень 2005) — збройний конфлікт між етнічними групами тутсі й хуту. Конфлікт спалахнув після перших у країні з часів здобуття незалежності від Бельгії 1962 року багатопартійних виборів і формально завершився тільки після того як П'єр Нкурунзіза обійняв посаду президента у серпні 2005 року. У війні загинуло близько 300 тисяч чоловік.

## Витоки конфлікту
Походження тутсі й хуту донині залишається незрозумілим, але європейські колонізатори (спочатку німці, а потім і бельгійці) закріпили перевагу тутсі над хуту, як у майновому, так і в політичному сенсі. Надання Бурунді незалежності не змінило політичної картини. Вже 1966 року Мішель Мічомберо усунув монархію та встановив у Бурунді президентську республіку, а по суті — військову хунту. Далі були 25 років правління військових режимів тутсі. Останній із військових переворотів відбувся 9 вересня 1987 року. Його очолив майор П'єр Буйоя. Намагаючись розпочати національний діалог, Буйоя провів низку реформ, спрямованих на зниження контролю над ЗМІ. Але замість діалогу ці реформи зародили серед хуту сподівання на послаблення й подальше падіння влади тутсі, що призвело до зростання міжетнічної напруженості. На півночі країни сталось кілька локальних повстань хуту проти місцевих керівників-тутсі, під час яких сотнями вирізались місцеві тутсі. Буйоя відрядив на придушення заколотів армію, і війська убивали хуту тисячами.

## Війна

### Геноцид 1993 року
За таких умов 27 червня 1993 року в країні було організовано перші багатопартійні вибори. Їх, звичайно, виграв хуту Мельхіор Нгезе Ндадайє, представник «Фронту за демократію в Бурунді» (Front pour la Démocratie au Burundi, FRODEBU). Але вже 21 жовтня 1993 року його вбили екстремісти з числа тутсі. Структури «Фронту за демократію» відповіли нападами на тутсі. Було вбито до 25 тисяч чоловік. У відповідь частина бурундійської армії (багато солдатів були тутсі) й тутси з числа цивільних осіб відповіли нападами на хуту, включаючи цивільне населення, убивши приблизно стільки ж. Разом наступного року на території країни було вбито від 50 до 100 тисяч чоловік.
Пізніше ООН оголосила події 1993 року геноцидом тутсі з боку хуту, організованим як державою, так і групами ополченців.

### Загибель Сіпрієна Нтар'яміри
Переворот тутсі, у спробі здійснення якого загинули Мельхіор Нгезе Ндадайє та 6 членів уряду, зрештою провалився, і парламент, в якому домінував «Фронт за демократію», 5 лютого 1994 року обрав новим президентом Сіпрієна Нтар'яміру. Проте 6 квітня 1994 року на підльоті до аеродрому Кігалі зазнав катастрофи літак, на борту якого перебували члени делегації, які повертались із Танзанії, з міжнародної зустрічі з урегулювання конфлікту між тутсі й хуту на території Руанди й Бурунді. Серед них були Сіпрієн Нтар'яміра та президент Руанди Жувеналь Габ'ярімана. За однією з версій, літак було збито, і представники хуту звинуватили в цьому своїх опонентів з числа тутсі. Наслідком цієї трагедії став геноцид у Руанді, який призвів до ще більшої хвилі убивств тутсі в Бурунді. Щоправда, відбувались не організовані убивства, як у сусідній країні, а тільки заворушення. Спікер парламенту Сильвестр Нтібантунганья, який з 6 квітня виконував посаду президента, за два дні отримав президентські повноваження на чотирирічний період, проте реально залишався президентом тільки до жовтня 1994 року. Ситуація в країні продовжувала загострюватись, особливо з появою тисяч руандійських біженців.

### Після перевороту 1996 року
Незважаючи на заворушення, політична система з президентом-хуту й армією з тутсі зберігалась до 1996 року, коли П'єр Буйоя усунув чергового президента в результаті військового перевороту. 20 липня 1996 року бойовики-хуту убили 300 тутсі. 5 січня 1997 солдати-тутсі убили 126 біженців-хуту. Тільки 1998 року Буйоя та парламент, в якому все ще домінували хуту, домовились про прийняття перехідної конституції країни, і Буйоя зміг офіційно стати президентом. 15 червня 1998 року почались мирні перемовини. Однак, війна тривала. 2000 року в Танзанії за посередництва Нельсона Мандели проходили перемовини щодо перемир'я в Бурунді. Їх результатом стало створення перехідного уряду, в якому пости президента й віце-президента займали, змінюючи один одного кожні 18 місяців, представники хуту й тутси. Але згоди було досягнуто тільки між урядом і трьома повстанськими групами тутсі. Два угрупування хуту не брали участь у перемовинах та відмовились визнати домовленості. Мирні перемовини, що тривали з 1998 року, було припинено 30 листопада 2000 року практично без просувань. 28 грудня бойовики хуту влаштували різню в автобусі «Титанік Експрес», що курсував з Кігалі. Загинуло 20 тутсі та британська піддана Шарлотта Вільсон. 18 квітня 2001 року провалилась чергова спроба перевороту. 9 листопада 2001 року сталось викрадення 300 учнів коледжу. 25 грудня 2001 року угрупування хуту, що відмовились вступати до мирних перемовин, безуспішно атакували армійські підрозділи. Загинуло 500 бойовиків. Зрештою, більш запеклі бої тривали кілька місяців. 9 вересня 2002 року в Ітабе в результаті боїв між армією та повстанцями з Національного конгресу за оборону демократії — Військ за оборону демократії (англ. National Council for the Defense of Democracy–Forces for the Defense of Democracy, FDD, фр. Conseil National Pour la Défense de la Démocratie–Forces pour la Défense de la Démocratie, NCDD–FDD) було вбито до 267 беззбройних цивільних осіб.

### Президентство Ндайїзейє
В липні 2003 року атака повстанців на столицю країни — місто Бужумбура — призвела до загибелі 300 чоловік. Ще 15 тисяч стали біженцями. Того ж місяця президент Буйоя передав владу хуту Дометьєну Ндайїзейє. В листопаді 2003 року на саміті африканських лідерів у Танзанії останній підписав угоду про перемир'я з найбільшим угрупуванням повстанців-хуту Національним конгресом за оборону демократії — Військами за оборону демократії (англ. National Council for the Defense of Democracy–Forces for the Defense of Democracy, FDD). За цією угодою Війська за оборону демократії ставали політичною партією, а бойовиків було вирішено інтегрувати в армію. 29 грудня 2003 року був убитий папський нунцій в Бурунді архієпископ Майкл Кортні.
У грудні 2004 року інше угрупування повстанців-хуту Сили національного визволення (англ. Forces of National Liberation, FNL) взяло на себе відповідальність за вбивство 160 конголезьких тутсі в таборі біженців ООН Гатумба на території Бурунді поблизу кордону з ДРК. Рада Безпеки ООН засудила масове убивство, підкресливши, що більшість убитих — жінки й діти. Посланцю ООН у Бурунді було наказано розслідувати злочин, і цей крок відзначив втручання ООН до громадянської війни в Бурунді, що зростало. У грудні 2004 року оонівські та урядові сили почали роззброєння тисяч бурундійських солдат і колишніх бойовиків.

### Мирний процес і завершення війни
У січні 2005 року президент підписав закон про створення нової національної армії з військових сил тутсі та бойовиків майже всіх угрупувань хуту. Під час першого 1994 року волевиявлення громадян була схвалена нова конституція країни. А в липні відбулись парламентські вибори. Їх виграла FDD. За кілька місяців новий двопалатний парламент, обидві палати якого перебували під контролем хуту, обрав президентом країни представника FDD П'єра Нкурунзізу. 15 квітня 2006 року було скасовано комендантську годину, що діяла у нічний час із 1993 року. Зрештою, в Танзанії було підписано угоду з останнім з угрупувань хуту — Силами національного визволення (англ. Forces of National Liberation, FNL).
Проте в середині квітня 2008 року загони FNL обстріляли столицю Бурунді. Загинуло 33 особи.

## Основні сили

### Фронт за демократію в Бурунді
Партія «Фронт за демократію в Бурунді» (англ. Front for Democracy in Burundi, FRODEBU, фр. Front pour la Démocratie au Burundi, FRODÉBU) — прогресивна (ліва) партія, сформована 1986 року прибічниками Мельхіора Ндадайє з числа членів марксистської Робітничої партії Бурунді (англ. Burundi Worker's Party, фр. Parti des travailleurs du Burundi). Останню було засновано в серпні 1979 року, вона спиралась на біженців з Бурунді, які перебували на території Руанди. Мельхіор Ндадайє був одним з її провідних лідерів. FRODÉBU стала легальною політичною партією тільки 1992 року. Є консультативним членом Соцінтерну.

### Національний конгрес за оборону демократії— Війська за оборону демократії
Національний конгрес за оборону демократії — Війська за оборону демократії (англ. National Council for the Defense of Democracy–Forces for the Defense of Democracy, NCDD-FDD, фр. Conseil National Pour la Défense de la Démocratie — Forces pour la Défense de la Démocratie, CNDD-FDD) — найбільш впливове повстанське угрупування часів громадянської війни, що стало провідною політичною партією країни. Заснована 1994 року. Складалась із політичного крила (NCDD) і збройного угрупування (FDD). У політичному крилі домінували інтелектуали-хуту з південного регіону Бурурі під проводом Леонарда Ньянгоми. У військовому крилі були бойовики, зібрані з усієї країни. Це призвело до розпаду угрупування 2001 року. У жовтні 2001 року всередині угрупування відбулась боротьба за владу: фракція П'єра Нкурунзізи, яка налічувала 10—12 тисяч бойовиків, усунула лідера бойового крила Жана-Боско Ндайїкенгурукійє, за яким пішли тільки 5000 збройних членів FDD. В результаті останні підписали угоду про перемир'я з урядом у жовтні 2002 року та, загалом, додержувались його. А угрупування Нкурунзізи уклало перемир'я тільки у грудні 2002 року й тільки для проформи, продовживши збройну боротьбу. У січні 2005 року під час офіційної церемонії CNDD-FDD була зареєстрована як політична партія. На виборах 4 липня 2005 вона отримала близько 60—80 % голосів, що дозволило їй обирати нового президента. І 19 серпня 2005 року на безальтернативних виборах до парламенту лідер CNDD-FDD П'єр Нкурунзіза був обраний президентом Бурунді.

### Сили національного визволення
Сили національного визволення (англ. Forces of National Liberation, FNL) або Національні сили визволення (англ. National Forces of Liberation, фр. Forces nationales de libération, FNL) або (попередня назва) Партія визволення народу хуту (англ. Party for the Liberation of the Hutu People, фр. Parti pour la libération du peuple hutu, PALIPEHUTU) — повстанське угрупування хуту. FNL на чолі з Агатоном Рвазою були первинно її військовим крилом, натомість політичне очолював Жан-Боско Сіндайїгая. PALIPEHUTU була заснована 1980 року в Танзанії в середовищі біженців з Бурунді, які переховувались від репресій уряду тутсі. Проголошуючи принцип збройної боротьби, політичне угрупування 1985 року створила у своєму складі FNL. 1990 року з PALIPEHUTU виділився Фронт національного визволення (FROLINA), а 1991 відкололось збройне крило, отримавши назву PALIPEHUTU-FNL. Цю групу очолював Коссан Кабура. Політичне крило колишнього PALIPEHUTU було перейменовано на Партію визволення народу — Агакіза (англ. Party for the Liberation of People-Agakiza (PALIPE-Agakiza)). Цю партію очолив Етьєн Каратазі. За часів війни PALIPEHUTU була популярною серед жителів центральних районів Бурунді. PALIPEHUTU-FNL несе відповідальність за убивство папського нунція Майкла Кортні, випадки масових убивств у «Титанік Експрес» і Гатумбі. Останній інцидент призвів до проголошення PALIPEHUTU-FNL терористичною організацією. Однак, і з нею (щоправда, останньою з усіх) у вересні 2006 року уряд Бурунді підписав угоду про перемир'я. У Другій конголезькій війні PALIPEHUTU брала участь на боці армії ДРК, ополчення Май-Май та Армії визволення Руанди проти регулярної армії Бурунді. Назва PALIPEHUTU була замінена на FNL у зв'язку з забороною на використання повоєнними політичними партіями Бурунді етнонімів у своїй назві.
Фронт національного визволення (фр. Front de Libération Nationale, FROLINA чи FLN) — малозначне угрупування хуту, яке одним із останніх пішло на припинення вогню.